# Litsea longifolia
Litsea longifolia là loài thực vật có hoa trong họ Nguyệt quế. Loài này được (Nees) Trimen miêu tả khoa học đầu tiên năm 1885.